# B'Elanna Torres
B'Elanna Torres är en huvudkaraktär i Star Trek: Voyager spelad av Roxann Dawson. Hon framställs som hälften människa och hälften klingon och är född 2349 i federationens koloni Kessik IV.

## Biografi
B'Elanna Torres är en kvinna som är till hälften klingon på moderns sida och till hälften människa på faderns sida. Hon fullföljde aldrig sin utbildning som maskintekniker på Starfleet Academy. Trots detta blev hon senare rekryterad som maskinchef på rymdskeppet USS Voyager. Hennes relation med kollegan Tom Paris står i fokus i många avsnitt.

## Skapandet av B'Elanna Torres
Den officiella Star Trek: Voyager Companion beskriver B'Elanna Torres som en ung kvinna till hälften människa och till hälften klingon i tjugoårsåldern som är medlem i motståndsrörelsen Maquis.
Trots att Torres var tjugofem år gammal när serien började så var Dawson faktiskt trettiotvå.

Producenterna ville hyra en skådespelare som kunde skildra Torres inre kamp mellan hennes mänskliga och klingonska halvor. Efter att Roxann Dawson läst om rollen blev hon den första av skådespelarna i Voyager att anlitas.

Ursprungligen skilde Dawsons makeup sig från den slutliga utformningen. Hon förklarade att hon hade en mycket mer uttalad klingonsk panna och näsa och var tvungen att bära en uppsättning klingonska tänder, vilket fick henne att känna sig obekväm. Hon frågade producenterna och sminkören Michael Westmore om de skulle kunna göra henne mer attraktiv och tona ner det klingonska sminket. Så småningom utformades en design som Roxann var glad över, något som hon beskrev som sitt "skönhetsmonster-makeup".

Dawsons första reaktion på manuset för avsnittet "Faces" i första säsongen var tvivel; Hon kände att det skedde för tidigt i serien och att hon inte hade lärt känna karaktären tillräckligt bra för att spela henne som två separata personer. Men hon använde avsnittet till att lära sig mer om sin karaktär, och det blev ett av hennes favoritavsnitt. När avsnittet sändes så ringde hon sina föräldrar för att höra deras åsikter svarade de: "Du var bra, men flickan som spelade klingonen var riktigt bra!", vilket Dawson tog som en komplimang.